# Ли Сюэжуй
Ли Сюэжу́й (кит. упр. 李雪芮, пиньинь Lĭ Xuĕruì, род. 24 января 1991 года) — китайская бадминтонистка, олимпийская чемпионка 2012 года в одиночном разряде
Ли Сюэжуй родилась в 1991 году в Чунцине. В 2012 году она выиграла Кубок Юбер и стала олимпийской чемпионкой.